# Tungukollur (bergstopp)
Tungukollur är en bergstopp i republiken Island. Den ligger i regionen Västlandet, 40 km norr om huvudstaden Reykjavík. Toppen på Tungukollur är 666 meter över havet.
Trakten runt Tungukollur är nära nog obefolkad, med mindre än två invånare per kvadratkilometer. Närmaste större samhälle är Borgarnes, nära Tungukollur. Trakten runt Tungukollur består i huvudsak av gräsmarker.